# Dark Arena
Dark Arena est un jeu vidéo de tir à la première personne développé par Graphic State, sorti en 2002 sur Game Boy Advance.

## Accueil
- Jeuxvideo.com : 14/20[1]